# Strikers de Fort Lauderdale (2006-2016)
Pour les articles homonymes, voir Strikers de Fort Lauderdale.
Maillots
Les Strikers de Fort Lauderdale (en anglais : Fort Lauderdale Strikers, ex-Miami FC) est un club professionnel de football (soccer) basé à Fort Lauderdale aux États-Unis (dans l'État de la Floride), ayant existé de 2006 à 2016. Il évolue pendant 11 saisons en 2e division américaine en Première division de la USL, puis en USSF D2 Pro League et enfin en NASL.

## Historique

Ancien logo du club

Le nom de Fort Lauderdale Strikers a été porté précédemment par plusieurs clubs américains :
- de 1977 à 1983, par un club de la North American Soccer League
- de 1988 à 1994, par un club de l'American Soccer League puis de l'American Professional Soccer League de 1990 à 1994
- de 1994 à 1997, par un club de l'USISL

Le club actuel a une histoire plus récente dont voici quelques dates clé :
- 2006 : création du Miami FC. Il appartient au groupe Traffic Sports USA, filiale de Traffic Sports. Celui-ci organise différentes compétitions de football en Amérique du Sud, comme la Copa América et la Copa Sudamericana.

- 16 avril 2006 : le Miami FC joue le premier match de son histoire, à domicile, contre le club jamaïcain de Portmore United FC (victoire 1 à 0).

- 23 novembre 2010 : le Miami FC change de nom et reprend le nom de Fort Lauderdale Strikers.

- 1er juin 2011 : les Strikers s'imposent 1-0 contre la sélection de la Guadeloupe à Baie-Mahault à l'occasion d'un match préparatoire à la Gold Cup 2011.

## Stade

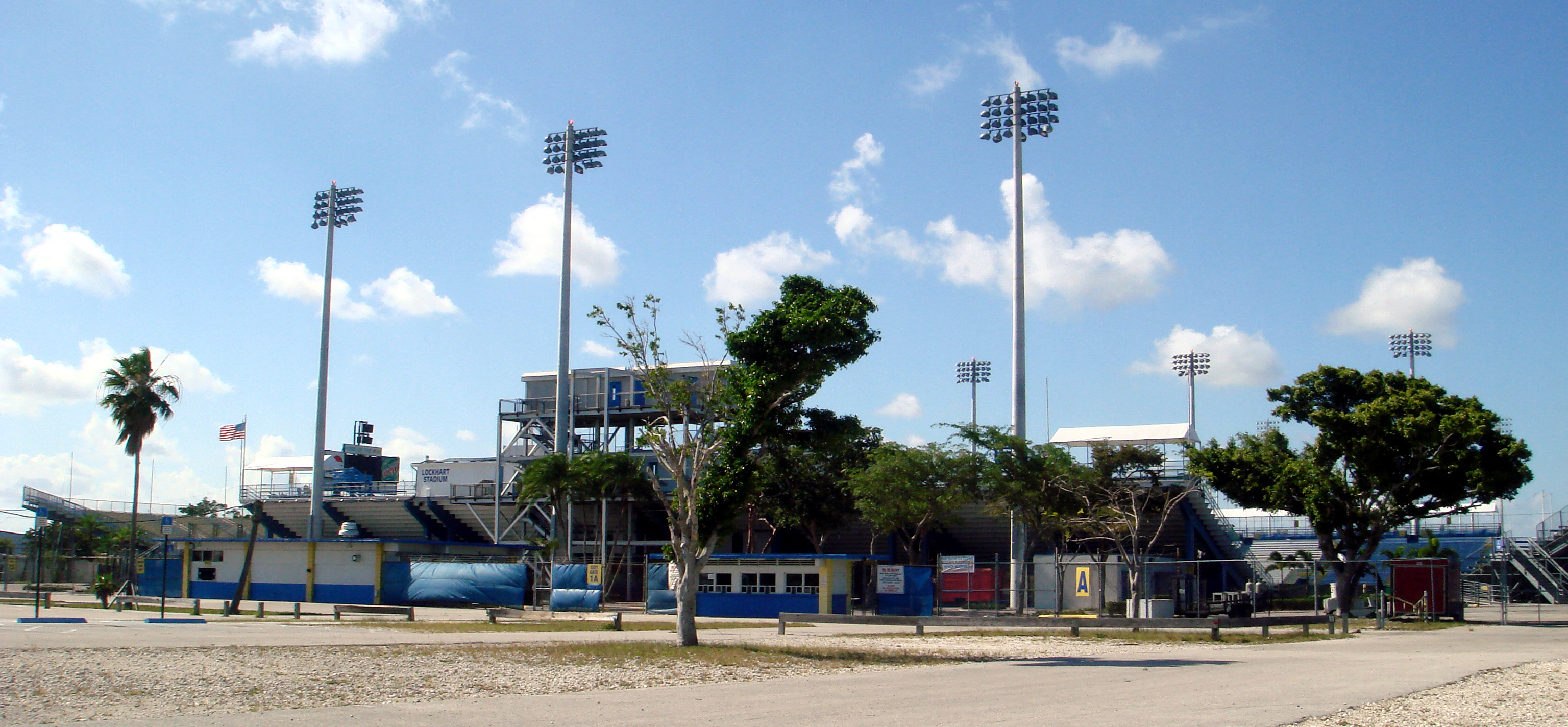
Lockhart Stadium

- Tropical Park Stadium; Olympia Heights (2006–2008)
- Miami Orange Bowl; Miami (2007; 2 matchs)
- Lockhart Stadium; Fort Lauderdale (2009–present)
- FIU Stadium; Miami (2009; 1 match)

Les Strikers jouent leurs matchs à domicile au Lockhart Stadium à Fort Lauderdale, un stade qui sert aussi à l’équipe de football de la Florida Atlantic University. Construit en 1959 comme un centre sportif pour les écoles secondaires locales, le stade a été le premier domicile des Strikers de Fort Lauderdale de la North American Soccer League originale, ainsi que de l'équipe du  Miami Fusion, de la Major League Soccer, équipe disparue depuis.
Au cours de leurs cinq ans dans l'USL, le Miami FC a joué dans des stades divers dans la grande région de Miami, y compris Tropical Park Stadium, Miami Orange Bowl et CRF Stade.

## Résultats
| Saison | Division | Ligue                        | Saison régulière           | Play-offs          | Coupe           | Affluence moyenne |
| ------ | -------- | ---------------------------- | -------------------------- | ------------------ | --------------- | ----------------- |
| 2006   | 2        | Première division de la USL  | 5e                         | Quart-de-finaliste | 2e tour         | 2 074             |
| 2007   | 2        | Première division de la USL  | 9e                         | Non qualifié       | 1er tour        | 916               |
| 2008   | 2        | Première division de la USL  | 9e                         | Non qualifié       | 3e tour         | 1 701             |
| 2009   | 2        | Première division de la USL  | 9e                         | Non qualifié       | 2e tour         | 1 063             |
| 2010   | 2        | USSF D2 Pro League           | 4e, NASL (9e)              | Non qualifié       | 3e tour         | 1 254             |
| 2011   | 2        | North American Soccer League | 4e                         | Finaliste          | Forfait         | 3 985             |
| 2012   | 2        | North American Soccer League | 5e/8                       | Quart de finale    | 3e tour         | 3 615             |
| 2013   | 2        | North American Soccer League | Spring : 7e/7 Fall : 5e/8  | Non qualifié       | 3e tour         | 4 265             |
| 2014   | 2        | North American Soccer League | Spring :5e/10 Fall : 4e/10 | Non qualifié       | 3e tour         | 3 825             |
| 2015   | 2        | North American Soccer League | Spring :8e/11 Fall : 4e/11 | Non qualifié       | 3e tour         | 4 471             |
| 2016   | 2        | North American Soccer League | Spring :6e/11 Fall : 6e/12 | Non qualifié       | quart de finale | 1 331             |

### Effectif final
Au 2 mars 2016 : 
| N° | Nat.                   | Poste | Nom du joueur     |
| -- | ---------------------- | ----- | ----------------- |
| 1  | Drapeau du Brésil      | G     | Bruno Cardoso     |
| 2  | Drapeau du Brésil      | D     | Dalton            |
| 3  | Drapeau des États-Unis | M     | Neil Hlavaty      |
| 5  | Drapeau du Canada      | D     | Nana Attakora     |
| 6  | Drapeau du Brésil      | M     | PC                |
| 7  | Drapeau du Brésil      | A     | Geison Moura      |
| 8  | Drapeau du Brésil      | M     | Kléberson         |
| 9  | Drapeau du Honduras    | M     | Ramón Núñez Reyes |
| 10 | Drapeau du Brésil      | M     | Adrianinho        |
| 11 | Drapeau du Brésil      | A     | Matheus Carvalho  |
| 12 | Drapeau des États-Unis | G     | Diego Restrepo    |

| No. | Nat.                         | Position | Nom du joueur         |
| --- | ---------------------------- | -------- | --------------------- |
| 14  | Drapeau de Trinité-et-Tobago | D        | Julius James          |
| 16  | Drapeau des États-Unis       | M        | Luis Felipe Fernandes |
| 18  | Drapeau d'Haïti              | M        | Jean Alexandre        |
| 19  | Drapeau de la Colombie       | A        | José Angulo           |
| 20  | Drapeau des États-Unis       | M        | Christian Blandon     |
| 21  | Drapeau de la Colombie       | D        | Luis Zapata           |
| 23  | Drapeau des États-Unis       | M        | Manny Gonzalez        |
| 24  | Drapeau du Pérou             | D        | Aurelio Saco Vértiz   |
| 27  | Drapeau des États-Unis       | D        | Victor Pineda         |
| 29  | Drapeau du Brésil            | A        | Maicon Santos         |

| No. | Nat.                   | Position | Nom du joueur      |
| --- | ---------------------- | -------- | ------------------ |
| 44  | Drapeau des États-Unis | D        | Gale Agbossoumonde |
| 77  | Drapeau du Brésil      | D        | Gabriel            |
| 92  | Drapeau des États-Unis | A        | Giuseppe Gentile   |
| 98  | Drapeau des États-Unis | G        | Matias Reynares    |

## Anciens joueurs
- Christian Gómez
- Júnior Baiano
- Kamil Čontofalský
- Iván Guerrero
- Stéphane Guillaume
- Romário
- Zinho
- Cristiano (2007–2010)
- Diego (2006)
- Alex Afonso (2008)
- Onandi Lowe (2006)
- Bryan Arguez
- Eric Brunner
- Jarryd Goldberg (2008–2010)
- Sean Cameron (2007–2008,2010)

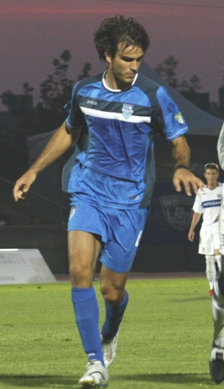
Cristiano Dias a joué plus de 100 matchs pour les Miami FC

- James Marcelin
- Chris Nurse
- Pecka
- Yaikel Pérez
- Fafà Picault
- Josh Saunders
- Avery John
- Gordon Banks
- Sean Fraser (2006–2008)
- Shavar Thomas